# Ферма тел
Фе́рма тел, или фе́рма тру́пов (англ. body farm), — научно-исследовательское учреждение, где изучается разложение человеческого тела в различных условиях.

## Устройство
Ферма трупов представляет собой огороженную территорию, где человеческие трупы разлагаются естественным путём в самых разных условиях: на солнце и в тени, под землёй и на земле, повешенные, лежащие под полимерными плёнками, в багажниках, в ёмкостях с водой, при участии различных животных и т. д. В некоторых исследовательских центрах изучается также разложение туш животных. Учёные изучают и каталогизируют происходящие в трупах процессы и их влияние на окружающую почву и растительность. Эти исследования помогают судебным медикам и антропологам совершенствоваться в получении информации из человеческих останков в ходе раскрытия преступлений, например личности умершего, времени и обстоятельств смерти, расположения тела после смерти. Особенно их интересует некробиома — сообщество участвующих в процессе разложения живых организмов, её состав помогает точно определять время смерти. По состоянию почвы и растительности можно определить местонахождение останков.
Материал для исследований пополняется в основном за счёт добровольцев, завещающих по тем или иным причинам свои тела учёным. В США росту количества добровольцев поспособствовала популярность телесериалов «Кости» и «C.S.I.: Место преступления». Другими источниками рабочего материала являются невостребованные тела из моргов и мигранты-мексиканцы, незаконно пересекающие границу и умирающие в пустынных районах.

## История
Один из первых трудов на тему выяснения причины и давности смерти человека — «Сиюань-цзилу» (кит. снятие ложного обвинения) — был написан в 1247 (или в 1248) году китайским судьёй Сун Цы. До 1980-х годов соответствующий раздел криминалистики почти не развивался, так как практически все открытия о разложении человеческого тела основывались на наблюдениях за тлением свиных туш и всего нескольких человеческих тел. В начале 1980-х антрополог Антропологического исследовательского центра Университета штата Теннесси Уильям Бэсс выкупил землю близ Ноксвилла и стал вместе со своими студентами наблюдать за разложением трупов людей, завещавших свои тела университету. Вскоре центр стал полигоном для обучения судебных медиков со всей страны. Так появилась одна из самых известных ферм. Сейчас она представляет собой огороженный лесной массив размером в несколько футбольных полей. В США существует 7 ферм тел (в скобках год основания): упомянутая ферма близ Ноксвилла (1981), ферма в Калауи (Северная Каролина) при Западно-Каролинском университете (2006), близ Сан-Маркоса при Университете штата Техас (2008), близ Хантсвилла (Техас) при Университете Сэма Хьюстона (2010), в Карбондейле при Южно-Иллинойсском университете (2012), в штате Колорадо при Университете Меса (2013), в округе Паско, штат Флорида, при Университете Южной Флориды (2018). Ферма близ Сан-Маркоса — самая крупная, она называется «Фримэн Рэнч» и является собственностью Судебно-медицинского антропологического центра университета. На ней постоянно находится около полусотни трупов. В 2016 году ферма трупов была основана в Сиднейском технологическом университете: из-за различий в климате наработки американских учёных малополезны в условиях Австралии. Также планируется открыть ферму трупов в австралийском штате Квинсленд, она будет первой фермой трупов, расположенной в тропиках. Австралийская ферма тела была создана Шари Форбс. В 2018 году она вернулась в Канаду, где стала профессором и профинансировала создание канадской «фермы тела» в 2020 году в Беканкур. Пока за пределами США, Австралии и Канады подобных площадок нет, хотя соответствующие проекты имеются. В некоторых странах такие исследования запрещены законодательно.